# ヴェア・バード

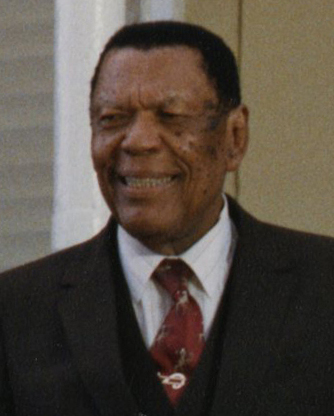
ヴェア・バード

ヴェア・コーンウォール・バード（Vere Cornwall Bird, 1910年12月7日 - 1999年6月28日）はアンティグア・バーブーダの最初の首相であった。彼の息子レスター・バードは首相として後を継いだ。
アンティグア人の作家ジャメイカ・キンケイドはバード政権を彼女の政治風刺文学の『小さな場所』でハイチのフランソワ・デュヴァリエ独裁政権になぞらえた。
- アンティグア首席相(Chief Minister of Antigua)：1960年1月1日 - 1967年2月27日
- アンティグア自治領首相(Premier of Antigua)：1967年2月27日 - 1971年2月14日
- アンティグア自治領首相(Premier of Antigua)：1976年1月1日 - 1981年1月1日
- アンティグア・バーブーダ首相：1981年1月1日 - 1994年3月9日